# Salar de Olaroz
El Salar de Olaroz está ubicado en el Departamento Susques, al suroeste de la Provincia de Jujuy, a unos 270 km de la ciudad de San Salvador de Jujuy, en la República Argentina. La región es una extensa meseta de altura —alrededor de 3900 m s. n. m.— con precipitaciones anuales de menos de 100 mm, nubosidad baja, vientos de 25 km/h de velocidad media y temperatura media de 8 °C.

## Geología y mineralización
El Salar de Olaroz está ubicado en la región geológica Puna, una meseta que según descripción de Bustillo y Alonso en su trabajo del año 1989:

... está limitada en su parte occidental por un frente volcánico y en la oriental por un frente tectónico. En su interior se desarrollan numerosas cuencas endorreicas debido al cierre que producen las serranías estratovolcánicas y que, a causa del clima, presentan grandes extensiones evaporiticas (salares).

La Ficha Técnica N.º 3 del Área de Minas de Facultad de Ingeniería de la Universidad Nacional de Jujuy informa que la mineralización presenta litio y potasio en un depósito de características especiales, ya que al no estar dominado por halita, el rendimiento no disminuye a medida que la extracción se realiza en niveles más profundos de la cuenca.
El Estudio de Factibilidad Definitivo señala: 

El recurso indicado y medido estimado de 1.752 millones de metros cúbicos de salmuera en 690 mg/L de litio, 5.730 mg/L de potasio y 1.050 mg/L de boro del proyecto Olaroz corresponde a 6,4 toneladas métricas de carbonato de litio y 19,3 millones de toneladas de cloruro de potasio basados en 5,32 toneladas de carbonato de litio, lo que equivale a 1 tonelada de litio y 1,91 toneladas de potasa, lo que a su vez es equivalente a una tonelada de potasio.

## Explotación
Hacia el año 2012, el proyecto contaba con la Declaración de Impacto Ambiental ya aprobada y estaba a la espera de la revisión final por parte del Comité de Expertos de Jujuy.
En los primeros días de diciembre de 2014 se inauguró oficialmente la planta de producción Salar de Olaroz.
La empresa Sales de Jujuy, operadora del proyecto, informa: 

La operación de litio ... consta de la extracción de salmuera rica en litio a partir de perforaciones realizadas en el salar. La salmuera se deriva a varias lagunas de evaporación donde se concentra mediante el uso de radiación solar. Luego, la salmuera concentrada se procesa a través de una planta de encalada que precipita el magnesio y luego lo traslada a otras lagunas con magnesio eliminado. La salmuera sin magnesio se coloca en otras lagunas de evaporación antes de procesarla en un circuito de la planta de carbono de litio. Cuando la salmuera ya está en la planta de carbonato de litio, se coloca en varios concentradores y en unidades de micronizado y secado que producen >99.5% de producto de carbonato de litio de grado batería.

## Entorno social

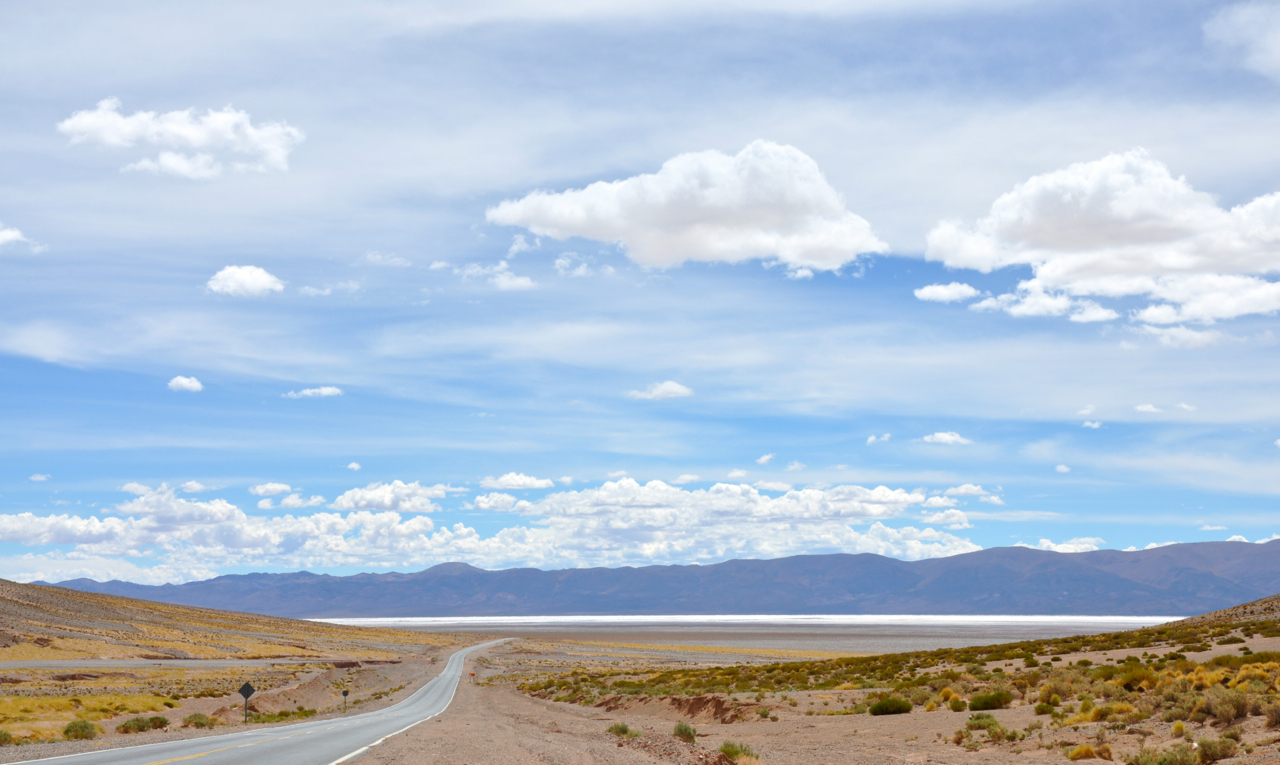
Salar de Olaroz

El Departamento de Susques tiene una población de alrededor de 3000 personas, en su mayoría descendientes de los pueblos originarios, cuya economía se basa en la cría de ganado, básicamente llamas, que dependen de pastizales naturales para su alimentación. 
La localidad más cercana a la explotación Salar de Olaroz es Olaroz Chico, donde viven alrededor de 350 personas, muchas de las cuales, de modo directo o indirecto, desarrollan actividades relacionadas con el emprendimiento.
La empresa Sales de Jujuy expresó su responsabilidad ambiental y su compromiso respecto a los pobladores de las comunidades cercanas al yacimiento. Este compromiso se materializó en algunas acciones que se han dado a conocer en medios de prensa locales:
- Hacia enero de 2015 se inauguró el Centro de Interpretación de Olaroz, ubicado en pleno salar, construido con la colaboración de la empresa minera con el objeto de iniciar acciones de promoción turística.[11]
- En julio de 2015 se dio a conocer la obtención de la primera cosecha de quinoa, cultivo ancestral de alto valor nutricional, reimplantado en la zona en una experiencia comunitaria desarrollada con el apoyo de la empresa minera y el INTA.[12]